# شهرستان لا ریوییر-دو-نورد
شهرستان لا ریوییر-دو-نورد (به انگلیسی: La Rivière-du-Nord Regional County Municipality) یک منطقهٔ مسکونی در کانادا است که در ناحیه لورانتید واقع شده‌است. شهرستان لا ریوییر-دو-نورد ۴۶۶٫۱۰ کیلومتر مربع مساحت و ۱۱۵٬۱۶۵ نفر جمعیت دارد.